# عدالت علی
عدالتِ علی یک گروه هکری سایبری است. نام این گروه اولین بار مرداد سال ۱۴۰۰ و هنگامی مطرح شد که این گروه تصاویری از دوربین‌های مداربسته زندان اوین و برخورد خشونت‌بار مأموران با زندانیان را منتشر کرد. پس از آن نیز این گروه به ادامه فعالیت‌های خود از طریق هک کردن پرداخته است که از جمله آخرین آن‌ها می‌توان به نفوذ به اخبار ساعت ۹ شب صداوسیمای جمهوری اسلامی در جریان خیزش سراسری ۱۴۰۱ اشاره کرد.

## فعالیت‌های گروه

### هک دوربین‌های زندان اوین
بر طبق اخبار منتشرشده در مرداد ۱۴۰۰ دوربین‌های مداربستهٔ امنیتی زندان اوین یکی از امنیتی‌ترین زندان‌های سیاسی ایران را هک کرده و به انتشار مجموعه‌ای از ویدیوهای دوربین‌های این زندان پرداخته است که در این ویدیوها رفتار پرخاشگرانهٔ نیروهای امنیتی این زندان با زندانی‌ها است.
گروه «عدالت علی» می‌گوید که با هدف افشاگری این تصاویر را تهیه کرده و گفته است تصاویری نیز از داخل بندها و پرونده‌های زندانیان سیاسی و برخی مدارک محرمانه به دست آورده که آنها را منتشر خواهد کرد.
در یکی از ویدئوها پیام هشدار حمله سایبری به نام این گروه بر روی نمایشگرهای اتاق کنترل (چشم تمامی زندان) دیده می‌شود که چنین مضمونی دارد: «زندان اوین لکه ننگی بر عمامه سیاه و ریش سفید رئیسی؛ اعتراضات سراسری تا آزادی زندانیان سیاسی». این گروه هکری در بیانیه خود هشدار داده که «به افشای ظلم و ستمی که ابراهیم رئیسی و رژیم به مردم روا می‌دارند، ادامه خواهیم داد».
خبر هک دوربین‌های امنیتی زندان اوین را «گروه تپندگان»، گروه فعال در فضای سایبری علیه جمهوری اسلامی در بیانیه‌ای اعلام کرد و افزود که هک دوربین‌های امنیتی زندان اوین توسط «عدالت علی» با این هدف انجام شده که «افشای نقض حقوق بشر به عنوان اولین قدم در مبارزه با آن است.» در بیانیه «گروه تپندگان» از این تصاویر به عنوان «افشای شواهدی بی‌سابقه از داخل زندان اوین» یاد کرد که تصویرگر «ظلم و ستمی» است که به زندانیان سیاسی روا داشته می‌شود.
اولین ویدیو از این گروه در روز یکشنبه ۳۱ مرداد منتشر شد که تصاویری از داخل زندان و فضایی را که به نظر می‌رسد حیاط زندان باشد نشان می‌دهد که یک زندانی در آن از حال می‌رود. سپس چند مأمور زندان از راه می‌رسند و او را بر روی زمین پا مال کرده و بعد به سلول می‌فرستند. در این ویدیو، تصاویر انتقال این زندانی با حال وخیم جسمی از دیگر دوربین‌های امنیتی داخل بخش‌های مختلف زندان اوین دنبال می‌شود و نیروهای امنیتی زندان اوین، این زندانی را با کشیدن روی زمین و پله‌ها وارد یکی از بخش‌های زندان می‌کنند. در این تصاویر مشاهده می‌شود که با وجود وضعیت بد جسمی این زندانی چند نفر از کارکنان و نگهبانان و همچنین یک روحانی در راه‌پله‌های این بخش از زندان اوین از روی پیکر به زمین افتاده این زندانی سالمند و بی‌هوش بدون هیچ عکس‌العملی رد می‌شوند.
در صورت صحت این تصاویر، این حمله نشان از نفوذ هکرها به یکی از امنیتی‌ترین زندان‌های ایران است.

### انتشار اسناد فیلترینگ اینترنت
بنابر اعلام خبرگزاری ایران اینترنشنال گروه هکری «عدالت علی» روز چهارشنبه ۱۲ بهمن ماه ۱۴۰۰ سندی را منتشر کرد که می‌گوید نامه‌ای محرمانه از سوی دادستان سابق تهران خطاب به سازمان اطلاعات سپاه دربارهٔ ضرورت فیلتر شدن سریع‌تر اینستاگرام و برخی دیگر از شبکه‌های اجتماعی و اپلیکیشن‌هاست.
در این نامه بدون تاریخ، علی القاصی مهر دادستان پیشین تهران بر «فیلترینگ تدریجی اینستاگرام و واتس‌اپ از طریق کاهش پهنای باند آن‌ها (۳۰ درصد از ابتدا و سپس روزی یک درصد) از تاریخ ۲۵ تیر ۱۳۹۹» تأکید کرده است.
بر اساس این نامه، دادستان سابق تهران همچنین بر فیلتر کردن وبسایت‌ها و نرم‌افزارهای مربوط به این شبکه‌های اجتماعی و همچنین مسدود کردن گوگل‌پلی «به عنوان منبع اصلی توزیع این نرم‌افزارها» تأکید کرده است.
در بند ۷ نامه دادستانی تهران، سازمان اطلاعات سپاه ناظر بر پهنای باند کشور معرفی شده و از وزارتخانه‌های اطلاعات و ارتباطات درخواست شده که در این زمینه دسترسی‌های لازم را به سازمان اطلاعات سپاه اعطا نمایند.
در بخشی از این نامه که در آن تصریح شده «کسی حق ندارد مفاد این دستور سری را افشاء نماید» آمده است: «نرم‌افزارهای اسرائیلی اینستاگرام، واتس‌آپ، تلگرام، گوگل‌پلی و فیلترشکن‌ها فعالیت‌های ضد امنیتی و ضد اقتصادی داشته و به دنبال نفوذ فرهنگی هستند.»

### اسناد قرارگاه ثارالله درمورد پیامدهای حذف ارز ترجیحی
همچنین این سایت خبری در طی گزارش دیگری اعلام کرد گروه هکری «عدالت علی» سند مربوط به جلسه‌ای با حضور مقام‌های اطلاعات سپاه پاسداران را منتشر کرده است که این مقامات ضمن هشدار دربارهٔ افزایش اعتراضات مردمی در صورت حذف ارز ترجیحی، از عملکرد اقتصادی دولت ابراهیم رئیسی انتقاد می‌کنند.
این گروه روز چهارشنبه ۱۳ بهمن در حساب توییتری خود صورتجلسه یک نشست قرارگاه ثارالله دربارهٔ وضعیت اقتصادی و به ویژه پیامدهای حذف ارز ترجیحی را منتشر کرد که روی آن مهر «خیلی محرمانه» خورده و گزارشی از جلسه ۳۰ آبان امسال است.
بر اساس این صورتجلسه، که صفحاتی از آن روز چهارشنبه ۱۳ بهمن در حساب توییتری گروه «عدالت علی» منتشر شده، یکی از مقام‌های معاونت اجتماعی سازمان اطلاعات سپاه پاسداران که محمدی معرفی شده در این جلسه گفته است بر اساس پیمایش این سازمان «در حال حاضر ۵۳ درصد جامعه به ادعای حاکمیت» در زمینه حل مشکلات اقتصادی «به چشم تردید نگاه می‌کنند».
او با اشاره به اینکه اظهارات وزیر جهاد کشاورزی و همچنین وضعیت خودرو و بورس باعث متزلزل شدن «شاخص‌های اعتماد به حاکمیت» شد گفت: «نارضایتی اجتماعی در طول یک سال گذشته حدود ۳۰۰ درصد افزایش یافته است.»
مسئول اقتصادی سازمان اطلاعات سپاه نیز در این جلسه با تأکید بر اینکه «در خصوص ارز ۴۲۰۰ تومانی تمرکز واحد در دولت وجود ندارد» گفته است: «فرمانده اجرای طرح مشخص نیست.»
به دلیل اظهارات ضد و نقیض مقام‌های دولت رئیسی دربارهٔ حذف ارز ترجیحی (دلار ۴۲۰۰ تومانی) و همچنین سرنوشت مبهم طرحی که در این باره به مجلس ارائه کرده است هنوز چند و چون دقیق اختصاص آن در سال آینده اعلام نشده است.
حسین نجات، جانشین فرمانده کل سپاه پاسداران که این صورتجلسه محرمانه را به مقام‌های نظامی، انتظامی و امنیتی ارسال کرده، در این جلسه گفته است ارز ترجیحی «مهم‌ترین موضوع» اقتصادی است و جلسه بعدی این قرارگاه نیز باید به این موضوع بپردازد.
همچنین در بخش «تحلیل وضعیت کلی» این سند، با اشاره به «افزایش انتقاد نمایندگان مجلس از عملکرد دولت در حوزه اقتصادی و انتصابات فامیلی» آمده که استیضاح احتمالی یک وزیر دولت رئیسی به دلیل وضعیت بورس «باعث عدم تمرکز دولت در مباحث اقتصادی و اتخاذ تصمیمات نادرست» می‌شود.

### هک وب‌سایت ستاد امر به معروف
همچنین در تاریخ ۲۹ شهریور ۱۴۰۱ این گروه توانست وب‌سایت ستاد امر به معروف را هک کند.

### هک تلوبیون
در تاریخ ۱۲ بهمن ۱۴۰۰ تلویزیون اینترنتی تلوبیون به دست این گروه هک شد.

### هک دوربین‌های مداربستهٔ زندان قزل حصار
در تاریخ ۱۸ بهمن ۱۴۰۰ رسانه‌ها خبر هک شدن دوربین‌های زندان قزل حصار توسط این گروه را منتشر کردند. در فیلم منتشر شده دیده می‌شود که نمایشگرهای متصل به دوربین‌های مدار بسته در اتاق کنترل یک به یک خاموش می‌شوند و متصدی مشوش می‌شود. همراه با این فیلم گفته می‌شود اسنادی شامل اسامی برخی از بازداشت شدگان آبان ۹۸ و اتهامات وارد شده به آن‌ها منتشر شده.

### هک صداوسیما

تصویر هک شبکه خبر توسط گروه عدالت علی؛ در پایین از سمت راست، تصاویر سارینا اسماعیل‌زاده، مهسا امینی، حدیث نجفی و نیکا شاکرمی از جان‌باختگان اعتراضات سراسری ۱۴۰۱ ایران دیده می‌شود.

ساعت ۹ و ۳۳ دقیقه شنبه‌شب ۱۶ مهر ۱۴۰۱ و در جریان اعتراضات سراسری در ایران، شبکه خبر و شبکه یک صدا و سیمای جمهوری اسلامی برای لحظاتی توسط گروه عدالت علی هک شد و به‌جای تصاویر و سخنان سید علی خامنه‌ای، رهبر جمهوری اسلامی، شعار زن، زندگی، آزادی پخش شد. علاوه بر این شعار، تصویری از خامنه‌ای که در آتش می‌سوزد به نمایش درآمد که در کنارش «چوپان دروغگو» نوشته شده است. پس از ۷۲ ساعت، پیمان جبلی، رئیس سازمان صداوسیما اظهار داشت که به‌دلیل استفاده از سیستم کنداکتور دستی و عدم ارتباط آنتن زنده با شبکهٔ اینترنت، احتمال هک سیستم از بیرون منتفی است و آنچه که رخ داده یک خرابکاری از درون سازمان بوده است.

### هک سرورهای قوه قضاییه
این گروه در اسفند ۱۴۰۲ اعلام کرد که برخی از سرورهای قوه قضاییه جمهوری اسلامی را هک کرده است.

## واکنش‌ها
انتشار تصاویری از دوربین‌های زندان اوین واکنش‌های بسیاری از چهره‌های سیاسی را به همراه داشته است.
در پی انتشار این تصاویر محمدمهدی حاج‌محمدی، رئیس سازمان زندان‌های ایران بابت «رفتارهای غیرقابل قبول» در زندان اوین عذرخواهی کرد. او در صفحه توئیتر خود «مسئولیت این رفتارهای غیرقابل قبول» را پذیرفت. وی همچنین وعده تلاش برای عدم تکرار این «وقایع تلخ» و «برخورد با عوامل خاطی» را داد. محمدمهدی حاج‌محمدی در ادامه ضمن عذرخواهی از سید علی خامنه‌ای، رهبر ایران و «ملت بزرگوار» تأکید کرده است که زحمات زندانبانان نباید تحت تأثیر «این خطاها» قرار گیرد.
غلامحسین محسنی اژه‌ای گفت موضوع تصاویر منتشر شده از زندان اوین را بدون فوت وقت بررسی خواهد کرد. رئیس قوه قضائیه ایران همچنین گفته بود: «حقوق متقابل زندانی با زندانی و زندان‌بان و زندانی در دین و قانون اسلامی خط قرمز است. دادستان کل کشور مأمور رسیدگی است.»
محمدباقر قالیباف، رئیس مجلس ایران روز چهارشنبه ۳ شهریور از کمیسیون اصل ۹۰ مجلس خواست با هماهنگی با دادستانی کل، این موضوع را بررسی کند.
اداره دموکراسی، حقوق بشر، و کار وزارت خارجه آمریکا با انتشار پیامی به فیلم‌های منتشرشده از رفتارهای خشونت‌آمیز در زندان اوین واکنش نشان داد و آن شکنجه در زندان‌های ایران را امری سیستماتیک خواند.